# Sojuz 6
Sojuz 6 è stata una missione della navicella spaziale sovietica Sojuz dell'ottobre 1969. Si trattò del quinto volo equipaggiato di questa capsula nonché del quattordicesimo volo nell'ambito del programma Sojuz sovietico.

## Equipaggio
- Heorhij Stepanovyč Šonin (primo volo), comandante
- Valerij Nikolaevič Kubasov (primo volo)

### Equipaggio di riserva
- Vladimir Aleksandrovič Šatalov
- Aleksej Stanislavovič Eliseev

## Missione
Sojuz 6 fu una parte della missione eseguita contemporaneamente alle missioni Sojuz 7 e Sojuz 8. Tutte le tre navicelle spaziali sovietiche si trovavano nello spazio allo stesso momento portando in orbita contemporaneamente sette cosmonauti. L'equipaggio della Sojuz 6, cioè Heorhij Šonin e Valerij Kubasov, aveva l'incarico di fotografare la manovra di aggancio eseguita dalle altre due navicelle spaziali. I sistemi e gli strumenti per la manovra rendezvous di tutte le tre navicelle non funzionarono a perfezione ed incontrarono diversi problemi.
La causa di questi problemi non è stata chiarita definitivamente a tutt'oggi. Si suppone che i problemi erano principalmente dovuti al fatto che i contenitori elettronici, riempiti di elio non furono del tutto impermeabili, causando diverse perdite di questo gas. Il modello del velivolo spaziale Sojuz in uso durante questa missione (7K-OK) era dotato di un contenitore a pressione a forma di toro montato intorno al gruppo motore, posizionato in fondo al modulo di servizio, il quale conteneva tutta la strumentazione elettronica. Questo contenitore era riempito di elio per garantire una regolarizzazione di temperatura per tutta la strumentazione elettronica. L'anello veniva staccato, insieme a tutto il modulo di servizio, durante la fase di rientro in atmosfera. Per questo motivo non fu mai possibilie accertare per quale ragione l'elettronica di tutte le tre navicelle spaziali non avesse funzionato correttamente.
L'equipaggio eseguì comunque importanti esperimenti per eseguire delle saldature nello spazio. Infatti eseguirono tre diversi tipi di saldatura: la prima a getto di elettrodi, la seconda mediante plasma a bassa pressione e la terza nella più classica delle maniere, cioè la saldatura ad arco mediante arco voltaico. La saldatrice era stata progettata e costruita dall'Istituto per la saldatura elettronica "Evgenij Oskarovič Paton" di Kiev, Ucraina (al tempo RSS Ucraina). La qualità delle saldature effettuate nello spazio con i tre sistemi descritti non risultò superiore a quelle analoghe eseguite sulla Terra.
Il nomignolo della missione era Антея - "Anteja", un nome che fa riferimento alla mitologia greca Anteo. Contemporaneamente il nomignolo risulta essere un diminutivo di un nome russo. "Anteja" fu pure lo pseudonimo con cui ai tempi della missione veniva chiamato l'aereo da trasporto più grande in funzione: la Antonov An-22. Evidentemente il nomignolo non ebbe nulla a che fare con un'unità d'addestramento dell'Armata sovietica come fu invece per la Sojuz 7 e Sojuz 8 che erano coinvolte in questa missione.